# Emirat de Múrsiya
L'emirat de Múrsiya o taifa de Múrcia, fou un estat andalusí format a la vora del Segura arran la descomposició del califat de Còrdova, el 1013. En moments posteriors altres estats musulmans també tingueren Madínat Múrsiya per capital.

## Primer emirat de Mursiyya

### Orígens
En el context de la fitna, i les lluites entre els amazics i els eslaus, un d'aquells últims, Khayran as-Siqlabí es va apoderar de Múrcia el juliol de 1013 i d'Almeria a l'any següent. Es va instal·lar a Almeria deixant com a governador a Múrcia un altre eslau, Abu-l-Qàssim Zuhayr. Múrcia es constitueix així com una subtaifa o un emirat dependent del d'Almeria.

### Govern dels Banu Tahir
A la mort de Khayran, el 1028, Zuhayr va marxar cap Almeria deixant el govern de Múrcia a Abu-Bakr Àhmad ibn Ishaq ibn Tàhir, membre la família local dels tahírides, que va governar de manera autònoma tot i reconéixer la dependència respecte d'Almeria. A la mort de Zuhayr, la Taifa d'Almeria reconeix Abd-al-Aziz de València, i així mateix la de Múrcia, i ibn Tahir continua en el càrrec. A la mort d'ibn Tahir (1063) el va succeir son fill Abu Abd al-Rahman Muhàmmad ibn Àhmad ibn Tàhir que va actuar de manera més independent que son pare.

### Dependència nominal de Sevilla
Muhàmmad ibn Abbad al-Mútamid de Sevilla, havia engrandit el seu estat incorporant un bon nombre de petites taifes i ho va intentar amb Múrcia. Ibn Ammar, visir de Sevilla, amb l'ajuda de Ramon Berenguer II va intentar la conquesta sense èxit, ja que al-Mútamid va incomplir els acords econòmics i el barceloní va abandonar l'empresa. Més tard, en 1079/80, ho aconseguiria amb l'ajuda del governador del castell de Vilches, Abd-ar-Rahman ibn Raxiq, que conquistà Múrcia, empresonà ibn Tahir a Monteagudo i proclamà al-Mútamid. Ibn-Ammar, però, va actuar com a sobirà independent i va ser expulsat per ibn Raxid. Ibn Tahir va poder fugir del captiveri i va arribar a València on fou conseller d'al-Qadir ibn Dhi l-Nun.
Entre tant, les tropes d'Alfons VI de Lleó al comandament de García Jiménez prengueren la ciutat d'Aledo (Setge d'Aledo). Aquesta crisi va propiciar la segona expedició a la península Ibèrica de Yusuf ibn Tashfin, emir almoràvit. A la marxa dels magrebins, en 1088, al-Mútamid es va desfer de ibn Raxid, que actuava de manera massa autònoma, i va controlar Múrcia, fins a la conquesta definitiva dels Almoràvits l'octubre o novembre de 1091.

## Emirat Postalmoràvit
Els Almoràvits governaren Múrcia, des de la conquesta en octubre de 1091 fins al 1145, any en què s'agreujà la revolta de Xarq al-Andalus contra el seu govern. Una gran inestabilitat política va permetre que una sèrie de senyors locals anaren succeint-se en el govern fins que a finals de 1145 entra en l'òrbita d'Abd Al·làh ibn Iyad de l'emirat de Balànsiya. Aquest moriria en 1147, succeint-lo Muhàmmad ibn Mardanix, que es trasllada a Madina Mursiyya i des d'allí va regir sobre tot Xarq al-Andalus.
Madina Mursiyya es va convertir en la capital de l'Estat més important d'Al-Andalus i l'únic que es va oposar amb èxit al nou ocupant magrebí, l'Imperi Almohade. En 1172 va morir Ibn Mardanix durant el setge de Múrcia pels almohades i els seus dominis foren integrats al nou dominador magrebí, que en 1170 havia trealladat la seva capital a Isbiliya.

## Emirat Postalmohade

### Emirat d'ibn Hud
La decadència de l'Imperi Almohade, pressionat pels regnes cristians septentrionals, va propiciar que, cap a 1228 Muhàmmad ibn Yússuf al-Judhamí, un oficial de l'exèrcit regular, més conegut com a ibn Hud, es rebel·lés a Ricote contra el governador almohade, rebent ràpidament l'adhesió dels valís d'Oriola, Dàniyya, Bairén, Xàtiva i Al-Yazirat Suquar, reconeixent la superioritat del Califa Abàssida.
En 1229 va ser atacat i vençut pel Califa almohade al-Mamun, però aquest es va traslladar al Magreb, deixant-li l'espai lliure. Una darrere d'altra el van anar reconeixent les ciutats andalusies, resistint-se Ibn Mardanix des de València. A l'Occident dels seus estats, Alfons IX de Lleó ocupava Badajoz i Mèrida sense que ell pogués impedir-ho. La derrota en la batalla d'Alange (1230) va propiciar que surgissin altres cabdills locals com ara Ibn al-Ahmar d'Arjona (1232) i que algunes ciutats de la zona li retiressin l'obediència. Mentre les faccions pugnaven entre elles, els cristians continuaven avançant. Ferran III va ocupar Úbeda en 1233, Córdoba en 1238 i moltes altres ciutats als anys següents.
Ibn Hud es traslladà a Almeria, i al cap de poc, Ibn al-Ahmar (1237) va entrar en Granada donant principi al Regne Nassarita. Ibn Hud va ser assassinat pel senyor d'Almeria, ibn al-Ramimi (1238). El mateix any Jaume el Conqueridor entrà en València, i en 1248 Ferran III ho feia en Sevilla. Quedaven només dos estats musulmans en la Península Ibérica, Múrcia i Granada.

### L'Emirat després d'Ibn Hud
Ibn Hud va ser succeït a Murcia per son fill Abu-Bakr ibn Hud, el mateix any, aquest va ser destituït per Aziz ibn Khattab. A l'any següent va ocupar el tron el destronat Zayyan ibn Mardanix. Durant el seu regnat es va produir la defecció d'algunes ciutats com ara Oriola, Cartagena, Mula i Lorca. En 1241, ibn Mardanix va ser substituït per un Hudida, Ibn Hud al-Dawla, el qual en 1243 va entrar en contacte amb Alfons X de Castella i va acceptar ser el seu vassall a canvi del respecte a l'autonomia murciana. Tropes castellanes van entrar en Múrcia l'1 de maig de 1243. Ibn Hud al-Dawla continuà figurant com "Rei de Múrcia".

### Revolta contra Castella
El 1264 els sarraïns murcians es van revoltar contra Castella amb el suport de Regne de Granada i el Marroc. Incapaç Castella de controlar la rebel·lió islàmica, la reina Violant d'Aragó i d'Hongria, filla de Jaume I i esposa d'Alfons X el Savi, demanà ajut urgent al seu pare. El rei convocà a la noblesa militar catalana, i malgrat les reticències inicials, aquests acabaren acceptant la proposta del rei; no succeí el mateix amb la noblesa aragonesa, que es negà a participar en una campanya militar per a auxiliar a Castella sense cap mena de compensació. És per aquesta raó que la Conquesta del Regne de Múrcia (1265-1266) va ser efectuada exclusivament per la noblesa militar catalana i les seues mainades, vassalls i servents reclutats en els seus feus de Catalunya.
La campanya militar fou cabdellada per l'infant Pere d'Aragó, fill de Jaume I i futur Pere el Gran, que derrotà el cabdill de la insurgència islàmica Muhammad ibn Hûd Biha al-Dawla i n'expulsà les tropes granadís. Amb l'objectiu d'assegurar el control del territori per part dels cristians, les mainades catalanes s'assentaren en el territori conquerit a fi d'assegurar el sotmetiment de la majoria de la població autòctona andalusí. Pacificat el regne i destruïda la rebel·lió, el regne de Múrcia fou retornat a la jurisdicció de la Corona de Castella, respectant així els límits estipulats anys abans al Tractat d'Almizra. La campanya de Múrcia donà origen a un dels elogis més famosos que Jaume I feu a Catalunya, asseverant que era el millor «regne», dels cinc que hi havia a Espanya (geografia).
Un cop pacificada tota la zona per les tropes catalano-aragoneses, Jaume I la va repoblar amb catalans, tal com recullen diversos testimonis contemporanis:
| «                                                                            | (castellà) E porque non podía haver gentes de la su tierra que los poblasen, vinieron y e poblaron muchos catalanes de los que eran venidos a poblar en el reino de Valencia. | » |
| — Alfons X de Castella, Crónica general e grand estoria (ca. 1270), cap. XVI | |   |